# Cánh mũi
Trong ngành hàng không học, canard - cánh mũi (tiếng Pháp của từ vịt) là một hình dạng của cánh cố định trên khung máy bay, đây là một loại cánh giống với cánh đuôi nhưng lại ở trước cánh chính của máy bay, chứ không ở đằng sau như những máy bay truyền thống, hay khi thêm một phận nhỏ ở phía trước của cánh chính. Những kiểu mẫu đầu tiên, ví dụ như Santos-Dumont 14-bis có hình dáng giống như một con vịt biết bay - do đó nó có cái tên là canard.
Thuật ngữ "cánh mũi" đã được dùng và có nghĩa rằng: bất kỳ cánh máy bay nằm ngang nào được gắn phía trước cánh chính cũng được gọi là cánh mũi, cho dù nó có chuyển động được hay không chuyển động được.
Cánh mũi khác với loại cánh trước sau là nó không đóng góp đáng kể lực nâng cho máy bay.

## Những đặc trưng của cánh mũi trên máy bay

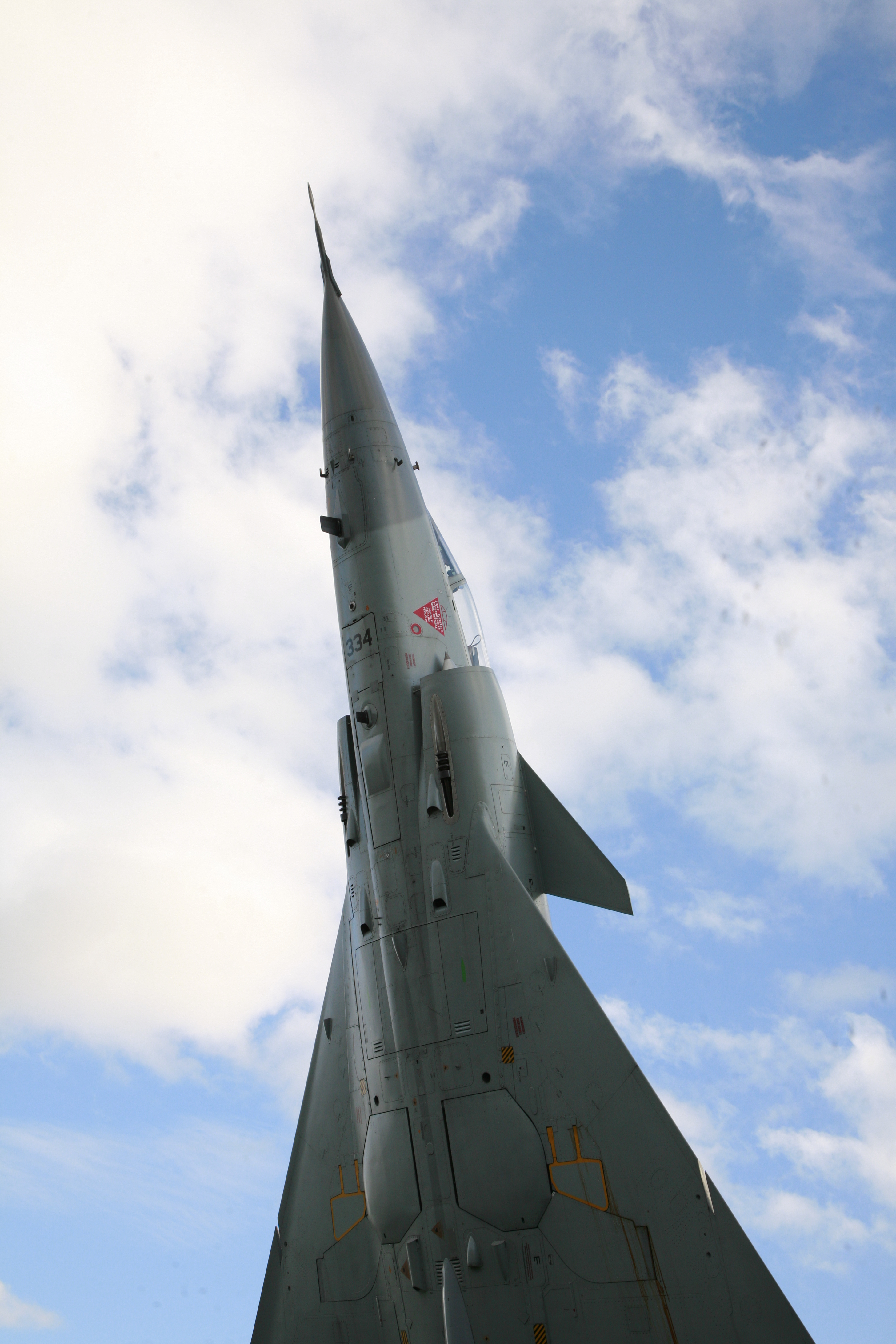
Cánh mũi trên một chiếc IAI Kfir

### Lợi thế
- Thiết kế cánh mũi có thể đôi khi có một phạm vi hữu ích đối với trọng tâm.
- Thiết kế cánh mũi sẽ tạo thêm 2 cánh nhỏ nữa trên thân máy bay, và thân máy bay sẽ phải gia cố thêm, giống như máy báy sẽ có thêm 2 cánh nữa, nhưng đôi cánh này nhỏ hơn các cánh còn lại nhiều. Vì sự hỗ trợ bổ sung ở thân máy bay không phải là khỏe, có nghĩa là nó có thể sẽ hư hỏng. Tuy nhiên trọng lượng cánh mũi lại là nhỏ với trọng lượng để là cánh khỏe thêm và lớn hơn.
- Thiết kế cánh mũi bao gồm cơ cấu chuyển động lái độ cao, sự cố định cánh, hoặc cử động được, và cuối cùng là tăng tỷ lệ cuộn.
- Cánh mũi giảm bớt lực nâng của cánh chính, nó giảm bớt lực kéo có hại ở cánh, nó làm suy yếu toàn bộ lực kéo có hại của máy bay.
- Trước một tình trạng mất điều khiển và rơi của máy bay do tốc độ giảm, độ giảm tốc độ của cánh mũi ở một tốc độ cao hơn cánh chính. Một khi cánh mũi bị thất tốc, mũi máy bay sẽ chúc xuống và máy bay sẽ tăng thêm tốc độ, do đó giảm bớt tình trạng thất tốc xảy ra trên cánh chính. Tuy nhiên, sẽ không thể nói rằng cánh chính không thể bị thất tốc. Một góc tấn lớn với sự thiếu tốc độ của máy bay sẽ gây ra cho bất kỳ máy bay nào tình trạng mất điều khiển và rơi.

### Bất lợi
- Cánh mũi hoạt động trong tình trạng kéo xuống, nó sẽ làm giảm hiệu suất cơ học mặc dù những hiệu ứng kéo xuống không phải là một vấn đề lớn như kinh nghiệm trong cơ cấu truyền động của cánh đuôi đã được kiểm chứng.
- Vì cánh chính hoạt động trong tình trạng kéo xuống khi độ ổn định thăng bằng nằm ngang của gốc cánh không tốt, sẽ không đạt được lực nâng cực đại của cánh mũi. Cái này có nghĩa là đầu mút cánh tạo ra nhiều lực nâng hơn gốc cánh, và cánh sẽ nặng hơn. Việc làm cánh nặng hơn sẽ tăng thêm trọng lượng của máy bay. Hiệu ứng đối lập khác của cánh mũi không phải là tạo ra lực nâng cực đại của nó cho diện tích cánh cần.
- Cánh mũi rất khó áp dụng bộ phận flap trong thiết kế của nó. Việc triển khai bộ phận flap gây ra một mômen dọc làm mũi máy bay chúc xuống, nhưng trong một máy bay truyền thống hiệu ứng này được giảm bớt nhiều bởi sự gia tăng tình trạng kéo xuống trên cánh đuôi, nó sẽ khôi phục mômen dọc làm mũi nâng lên. Với một thiết kế máy bay chỉ có cánh mũi và cánh chính mà không có cánh đuôi thì nó sẽ làm giảm bớt hiệu ứng này. Loại máy bay Beechcraft Starship đã cố gắng thử chiến thắng vấn đề này với một bề mặt cánh mũi dạng nghiêng trước đẻ chống lại hiệu ứng này khi triển khai bộ phận flap, nhưng nhiều thiết kế cánh mũi không có flap.
- Để đại được sự ổn định theo chiều dọc, những máy bay cánh mũi có nét nổi bật là một bề mặt cánh mũi nhỏ hoạt động với hệ số nâng lớn (CL), trong khi cánh chính, dù rất lớn, lại hoạt động ở hệ số nâng nhỏ CL và không bao giờ đạt được hệ số nâng đầy đủ tiềm tàng. Vì lực nâng cực đại tiềm tàng của cánh là một đặc trưng không có sẵn, và khi không có bộ phận flap hay rất khó sử dụng bộ phận này, việc cất cánh hạ cánh có khoảng cách cao hơn và tốc độ cũng lớn hơn so với những máy bay truyền thống không có cánh mũi.

## Một số ví dụ về máy bay cánh mũi
Những máy bay sau là những máy bay thành công trong việc áp dụng kiểu cánh mũi, bao gồm:
| - AEA Silver Dart - Atlas Cheetah - B-1 Lancer - Beech Starship - Berkut aircraft - Chengdu J-9 - Chengdu J-10 - Cozy MK IV - Curtiss-Wright CW-24B - Curtiss-Wright XP-55 Ascender - Dassault Rafale - Eurofighter Typhoon - Grumman X-29A - IAI Kfir - IAI Lavi - Kyūshū J7W - McDonnell Douglas (bây giờ là Boeing) F-15 S/MTD - MiG-8 - North American SM-64 Navaho - North American X-10 - Peterson 260SE (Một chiếc Cessna 182 với cánh mũi cho thao tác STOL.) - Piaggio P180 Avanti (cánh mũi đứng yên) - RJ.03 IBIS Lưu trữ ngày 26 tháng 1 năm 2021 tại Wayback Machine | - Rockwell-MBB X-31 - Rutan Defiant - Rutan Long-EZ - Rutan VariEze - Rutan VariViggen - Santos-Dumont 14-bis - Saab Viggen - Saab Gripen - Steve Wright Stagger-Ez - Sukhoi Su-30 MKI - Sukhoi Su-33 - Sukhoi Su-35 - Sukhoi Su-37 - Sukhoi Su-47 - Sukhoi T-4 - Tupolev Tu-144 - Velocity SE - Velocity XL - Wright Flyer - XB-70 Valkyrie |

## Một số hình ảnh

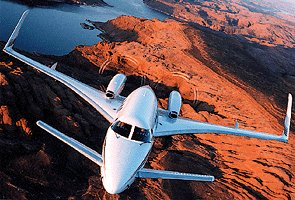
Beechcraft Starship
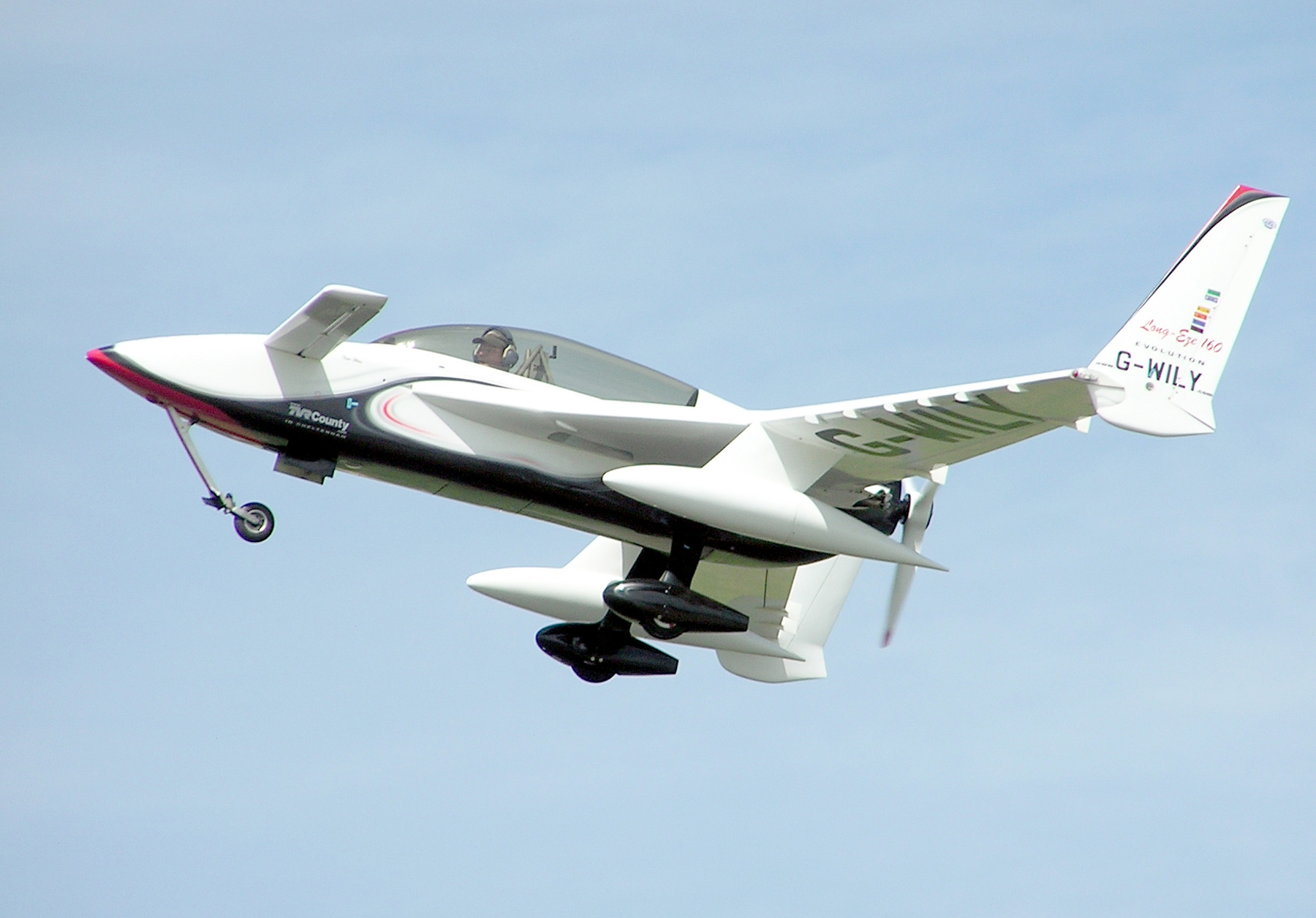
Rutan Long-EZ với cánh mũi ở trước phi công
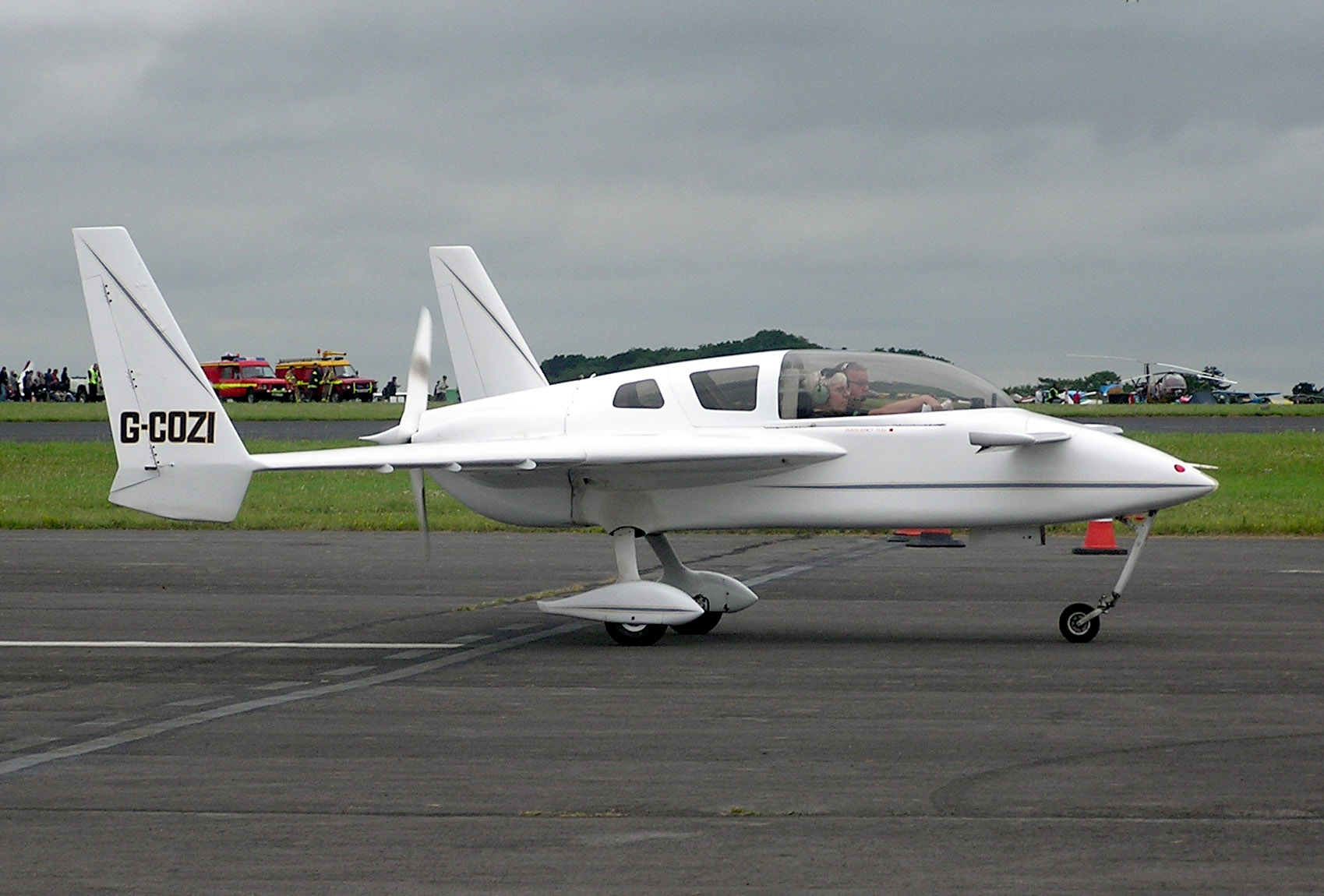
Rutan bắt nguồn từ Cozy Mk.III
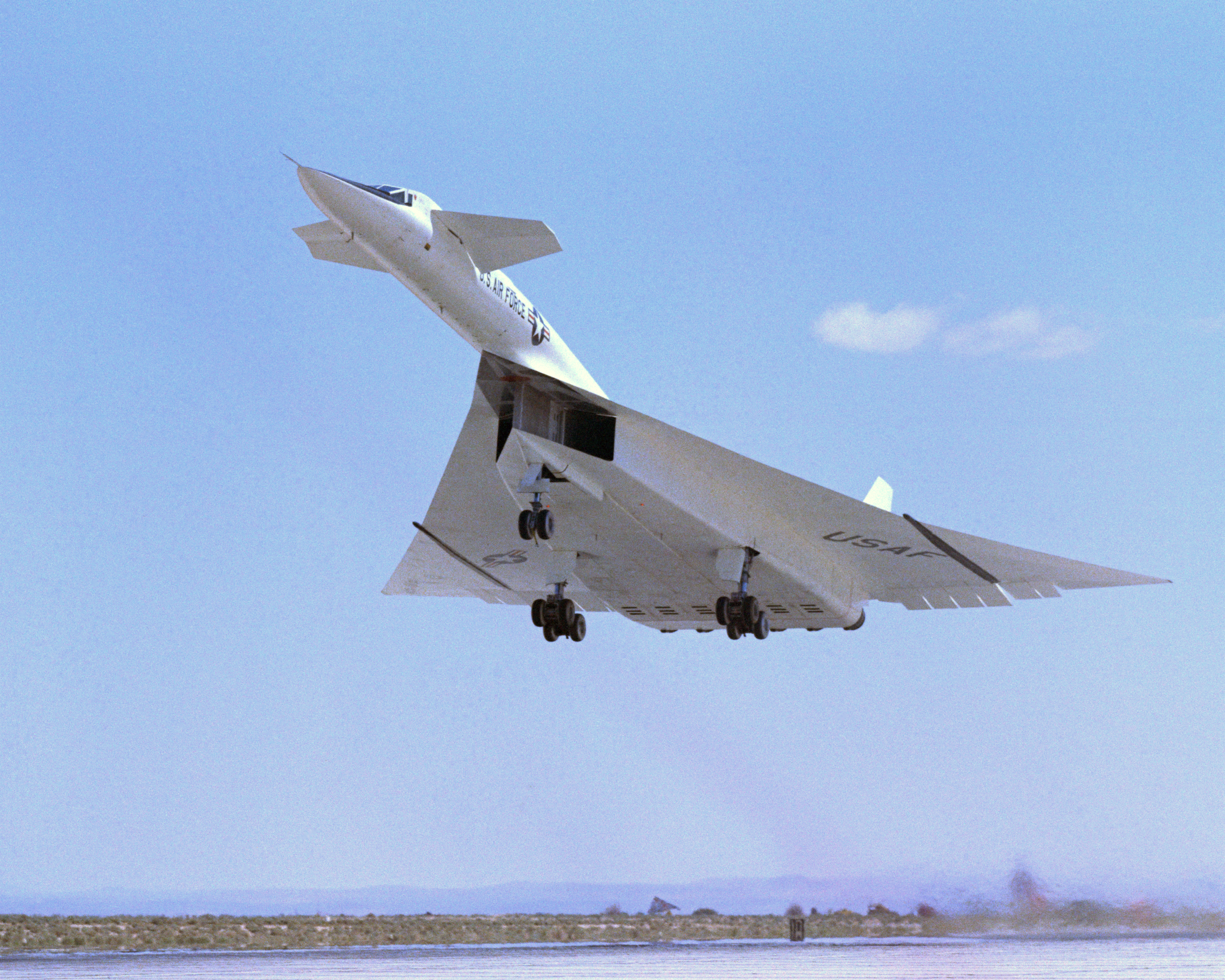
XB-70
Piaggio P180 AvantiPiaggio P180 Avanti
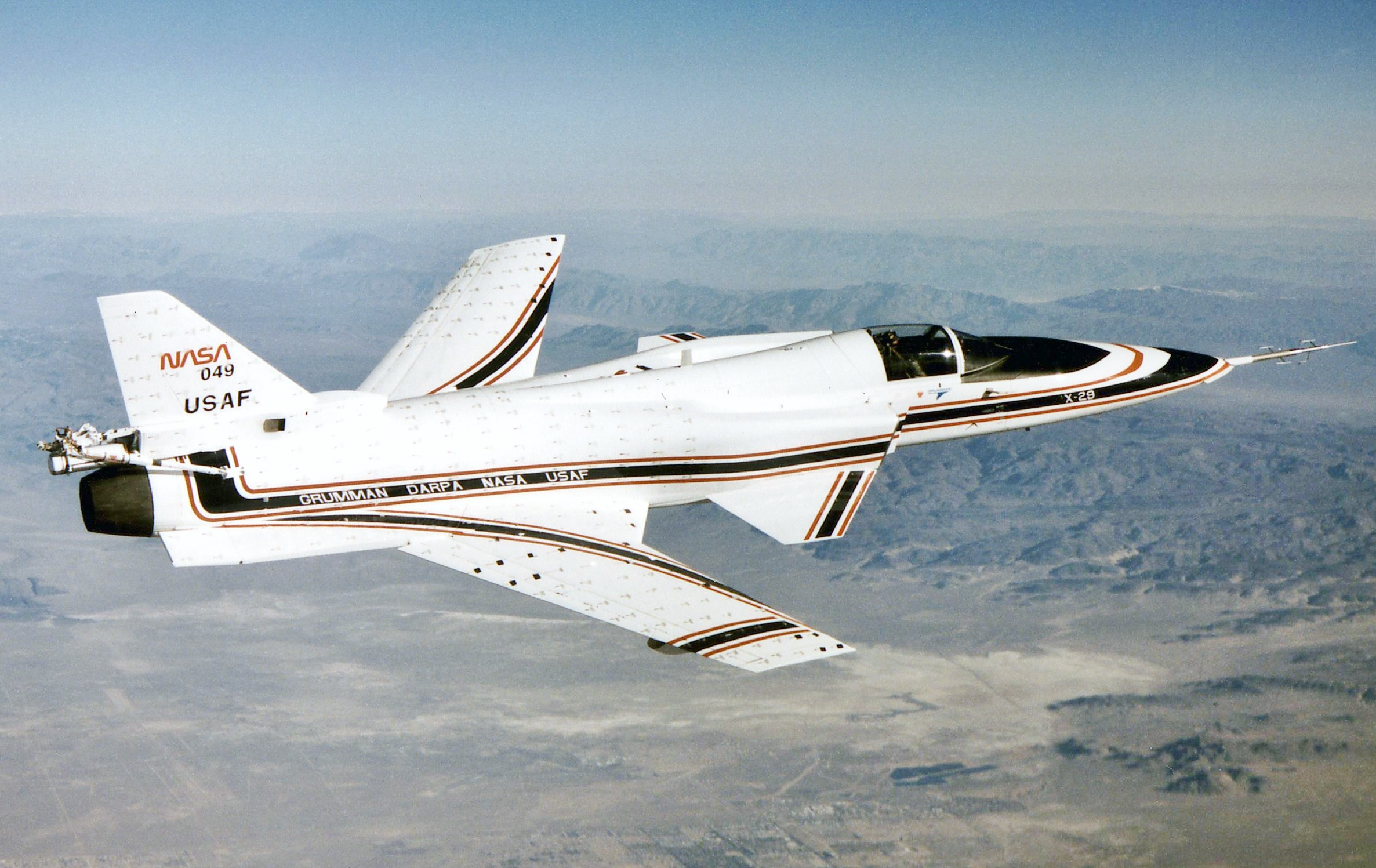
Grumman X-29

## Cánh mũi trong hải quân
Tàu ngầm cũng sử dụng cánh mũi để điều khiển tàu "bay" trong nước, để tàu không gây ra những âm thanh ồn ào nào, những cánh mũi này có thể được thu vào để làm tàu ổn định khi biển động hay khi cần khả năng hoạt động lớn.